# Bathalaguttapalli, Srinivaspur
Bathalaguttapalli là một làng thuộc tehsil Srinivaspur, huyện Kolar, bang Karnataka, Ấn Độ.